# ليمي (شبكة اجتماعية)
ليمي (بالإنجليزية: Lemmy) هو برنامج حر ومفتوح المصدر يستخدم لاستضافة خدمات تجميع الأخبار الاجتماعية ومنتديات المناقشة بشكل ذاتي. يتواصل هؤلاء المضيفون، المعروفون باسم "الحالات"، مع بعضهم البعض باستخدام بروتوكول ActivityPub.

## تاريخ
تم إنشاء ليمي بواسطة المستخدم Dessalines على غيت هاب في فبراير 2019 حيث تم ترخيصه بموجب ترخيص جنو أفيرو العمومية.
كتب Dessalines في منشور عام 2020 عن أصل الاسم. "لقد كان بدون اسم لفترة طويلة، ولكنني أردت الحفاظ على التقليد عالم الفيدرالية المتمثل في تسمية المشاريع بأسماء الحيوانات. كنت ألعب لعبة ليمينغز القديمة، وفي الأسبوع نفسه كان قد توفي ليمي (من موتورهيد)، وعقدنا بعض الاستطلاعات للأسماء، وقد قررت عليه".
وفقًا لموقع إحصائيات المتخصص بعالم الفيدرالية the-federation.info، تواجد أقل من 100 حالة من ليمي قبل يونيو 2023، وارتفعت إلى 1521حالة مع 66,000 مستخدم نشط شهريًا اعتبارًا من 27 يوليو 2023. كانت الحالات الأكثر شيوعًا هي lemmy.world وlemmy.ml، حيث يضم كل منهما 27,000 و4,000 مستخدم نشط شهريًا على التوالي، اعتبارًا من 27 يوليو 2023.

## وصف
يتكون ليمي من شبكة من عمليات التثبيت الفردية لبرنامج ليمي التي يمكنها التواصل فيما بينها. وهذا يختلف عن البنية المركزية المتجانسة لمنصات التواصل الاجتماعي الأخرى. فقد تم وصفه كبديل فدرالي لمنصة ريديت.
يرسل المستخدمون في المثيلات الفردية منشورات تحتوي على روابط أو نصوص أو صور إلى المنتديات التي أنشأها المستخدم للمناقشة والتي تسمى "المجتمعات". المناقشة تكون على شكل تعليقات مترابطة. يمكن التصويت الإيجابي أو السلبي على المشاركات والتعليقات ولكن يمكن تعطيل القدرة على التصويت السلبي من قبل المسؤولين في كل حالة.
تعد المجتمعات محلية لكل حالة، ومع ذلك يمكن للمستخدمين الاشتراك في المجتمعات وإنشاء منشورات وترك تعليقات في الحالات الأخرى. يتم إجراء الإشراف من قبل مسؤولي كل حالة. تبدأ أسماء المجتمعات بـ c/ في عنوان URL (على سبيل المثال lemmy.ml/c/simpleliving) ويمكن ذكرها باستخدام تنسيق !مجتمع@حالة.
في كل حالة، تقدم الصفحة الأولى للمستخدم المشاركات الشائعة من عدة مجتمعات. يمكن بعد ذلك تصفية هذه المنشورات وفقًا للأصل: منشورات من الحالة الموجود فيه المستخدم، أو من جميع الحالات الموحدة. ويمكن أيضًا إعداده لعرض المشاركات من المجتمعات التي اشترك فيها المستخدم فقط.
بشكل عام يتم دعم حالات ليمي من خلال التبرعات.

## العلاقات مع الشبكات الاجتماعية الأخرى
إن بروتوكول ActivityPub هو البروتوكول الذي يسمح لحالات ليمي بالعمل كشبكة اجتماعية فدرالية. فهو يتيح للمستخدمين التفاعل مع الأنظمة المتوافقة مثل Kbin وماستدون وبليروما.
في يونيو 2023، بعد الإعلان عن تغييرات سعر واجهة برمجة التطبيقات الخاصة بمنصة ريديت التي تهدف إلى تقليل استخدام واجهات ريديت التابعة لجهات خارجية، ناقش أعضاء المجتمع الانتقال إلى ليمي ومنافسي ريديت الآخرين. حظر ريديت أحد المستخدمين بسبب الترويج للتحول إلى ليمي، بالإضافة إلى حظر مجتمع r/LemmyMigration [ر/الهجرة إلى ليمي]، مما أدى إلى تأثير سترايسند بعد أن جذب الاهتمام على مواقع مثل هاكر نيوز. تم إلغاء الحظر في اليوم التالي.

## عملاء الطرف الثالث
بدأ عملاء ريديت البارزون، Sync وBoost، الذين تم إيقاف تشغيلهم بسبب التغييرات تسعير واجهة برمجة تطبيقات ريديت، العمل على عملاء ليمي، وأعيد إطلاقهم لاحقًا باسم Sync for Lemmy وBoost for Lemmy. تم تطوير العديد من التطبيقات وعملاء المتصفحات الأخرى منذ زيادة عدد المستخدمين.

## وصلات خارجية
- قائمة شاملة لتطبيقات ليمي
- توفر خدمات الجهات الخارجية مثل Lemmy Community-Browser نسخة محفوظة 16 يونيو 2023 على موقع واي باك مشين. و Lemmy Explorer واجهات سهلة الاستخدام للعثور على مجتمعات مثيرة للاهتمام.
- تعرض قائمة حالات join-lemmy.org أرقامًا محدثة للمجتمعات الأكثر نشاطًا.